# Another Gay Sequel: Gays Gone Wild!
Another Gay Sequel: Gays Gone Wild! ist eine US-amerikanisch-deutsche Romantikkomödie aus dem Jahr 2008 unter Regie und nach einem Drehbuch von Todd Stephens. Der Film ist die Fortsetzung des 2006 erschienenen Another Gay Movie.

## Handlung
Die Handlung setzt im Frühling nach Another Gay Movie ein. Die schwulen Freunde Andy, Griff, Jarod und Nico beschließen nach dem Sommer, in dem sie ihre Jungfräulichkeit verloren haben, gemeinsam Spring Break in Fort Lauderdale zu verbringen. In ihrem gebuchten Hotel wird ein einwöchiger Spring-Break-Wettbewerb namens Gays Gone Wild veranstaltet. Ziel ist es, den Sieg zu erringen und zur Miss Gay Gone Wild gekrönt zu werden, indem man innerhalb einer Woche möglichst viele sexuelle Begegnungen hat. Das monogame Paar Griff und Jarod muss sich entscheiden, ob es am Wettbewerb überhaupt teilnimmt. Andy dagegen hat keine Probleme, Männer zum Sex mit ihm zu bewegen, bis er sich in den jungen Luis verliebt. Für Nico läuft es dagegen gar nicht gut, er findet niemanden, mit dem er Sex haben kann und stürzt sich in Fantasiesex mit Stan.

## Hintergrund
Another Gay Sequel: Gays Gone Wild! ist eine Produktion von Luna Pictures und Caveat Films in Koproduktion mit dem deutschen Pro-Fun Media. Gedreht wurde in Fort Lauderdale im Dezember 2007.
Seine Erstveröffentlichung feierte der Film am 28. Juni 2008 auf dem San Francisco International LGBT Filmfestival. Der US-Kinostart war am 29. August 2008. Deutscher Kinostart war am 6. November 2008, am 6. Dezember wurde der Film in Deutschland auf DVD veröffentlicht. Der Film wurde unter anderem auf dem Outfest Los Angeles, dem Nova Scotia Reel Out Festival, dem Festival Mix Brasil de Cinema e Video da Diversidade Sexual in São Paulo und auf dem Espoo Film Festival in Espoo präsentiert. 
Die Darsteller aus Another Gay Movie für Andy (Michael Carbonaro), Jarod (Jonathan Chase) und Griff (Mitch Morris) konnten nicht wieder verpflichtet werden und wurden daher neu besetzt.

## Synchronisation
Die deutsche Synchronisation des Films entstand bei der Cinephon nach einem Dialogbuch und unter der Dialogregie von Boris Tessmann.
| Darsteller           | Synchronsprecher |
| -------------------- | ---------------- |
| Jake Mosser          | Tobias Müller    |
| Amanda Lepore        | Boris Tessmann   |
| Jimmy Clabots        | Rainer Fritzsche |
| Aaron Michael Davies | David Turba      |
| Will Wikle           | Nicolás Artajo   |
| Brandon Lim          | Dirk Stollberg   |
| Euriamis Losada      | Nico Mamone      |
| Scott Thompson       | Michael Nowka    |
| John Epperson        | Oliver Feld      |
| Willam Belli         | Andi Krösing     |
| Jonah Blechman       | Julien Haggège   |
| Sean Paul Lockhart   | Wanja Gerick     |
| RuPaul               | Tobias Kluckert  |

## Rezeption
Auf Rotten Tomatoes vergaben nur 34 Prozent der über 1500 Zuschauer und lediglich 22 Prozent der 23 Kritiker mehr als 3,5 Sterne, damit wird der Film als rotten eingeordnet, in der Internet Movie Database bewerteten knapp 3.000 Zuschauer den Film im Durchschnitt mit 4 von 10 Sternen.
Die Redaktion von Cinema vergibt vier von fünf möglichen Punkten und schreibt: „Zotig, schrill und gelegentlich anrührend.“ TV Today ist kritischer, vergibt nur einer von drei Punkten mit der Begründung „Schrill, schwul und eher speziell.“
Jörg Gerle vom Onlineportal Filmdienst kritisiert, dass der Film schreiend bunt sei und mit halbnackten Männern und allerlei Klischees vor allem ein homosexuelles Publikum unterhalten wolle. Ließe man die versauten Darstellung von Oral- und Analsexszenen unter den Tisch fallen, käme nach Meinung von Renatus Töpke von Kino-Zeit eine 08/15-Teeniekömodie heraus, die nichts Neues sei. Weiter schreibt er, dass schwule Klischees „massiv überzeichnet und persifliert [werden]. Trotzdem funktionieren auch einige der Späße […] richtig gut.“
Casten Weidemann vom Schwulenmagazin queer.de benennt die knackigen männlichen Darsteller und die kunstvoll eingewobenen Filmzitate als begeisternd und stellt fest, dass der Film die üblichen One-Night-Stands in der Schwulenszene infrage stelle und vor allem für ein Publikum sei, das „gerne laut lachen oder vor Entsetzen genüsslich die Hände vors Gesicht halten wolle[n].“